# ウォルター・キーン
ウォルター・スタンリー・キーン（Walter Stanley Keane、1915年10月7日 - 2000年12月27日）は、アメリカの画家。目を大きく強調して描かれた子供をテーマにした作風（ビッグ・アイズ）で1960年代から有名となり、当時において最も成功した現役画家の一人と評された。しかし、現在においては実際の作者は元妻のマーガレット・キーンだとされており、盗作者扱いされている。
元は不動産業と教育玩具会社を営んでいたが1950年代に画家を志して廃業し、同じく画家を志すマーガレットと結婚した。その後、1960年代に発表した作品のシリーズで成功を収め資産家となるが、1965年にマーガレットと離婚する。1970年、マーガレットがウォルターの代表作とされるものは自分の作品だと暴露したことから以降、彼女と係争する。1986年にマーガレットが起こした名誉毀損裁判において、判事より法廷で絵を描くように求められたが肩の痛みを理由に断り、一方、マーガレットは1時間足らずで絵を完成させた。これによってウォルターは敗訴し、400万ドルの損害賠償を命じられた。2014年には一連の経緯を描いた映画『ビッグ・アイズ』が公開され、ウォルターをクリストフ・ヴァルツが演じた。

## 経歴
1915年10月7日、ネブラスカ州リンカーンで、アイルランド系のウィリアム・ロバート・キーンと、その再婚相手でデンマーク出身のアルマ・クリスティーナ（ジョンソン）・キーンとの間に10人兄弟の1人として生まれる。
リンカーンの中心地近くで育ち、靴を売ってお金を稼いだ。1930年代初期にカリフォルニア州ロサンゼルスに移り、ロサンゼルス市立大学に通う。
1940年代に最初の妻バーバラ・インガムと結婚してバークレーに移り、夫婦共に不動産業を始める。
最初の子供となる男児は生後間もなくして病院で亡くなるが、1947年に女児スーザン・ヘイル・キーンが誕生する。
1948年7月、キーン夫妻はバークレーの建築家ウォルター・H・ラトクリフ・ジュニアが設計したエルムウッド通り2729番地の風格あるジョン・J・ケアンズ邸を購入した。また、同年、一家はヨーロッパを長期旅行し、最初はハイデルベルク、その後パリに滞在した。バークレーの自宅に戻ると、「スージー・キーンの人形劇」という教育玩具ビジネスを開業し、手作り人形や蓄音機レコード、木工物を使って子供たちにフランス語を教えた。
大邸宅の「舞踏室」は手作りの木製人形や様々に精巧に作られた衣装の組み立てラインとなり、こうして製作された人形はサックス・フィフス・アベニューなどの高級店で販売された。
キーンは画業に専念するため、不動産会社と玩具会社の両方を廃業した。1952年に夫婦は離婚した。バーバラは後にカリフォルニア大学バークレー校の服飾デザイン科の学科長になった。離婚の翌1953年、フェアグラウンドにて木炭でスケッチをしていた画家のマーガレット・（ドリス・ホーキンス）・ウルブリッヒと出会い、1955年に結婚した。
マーガレットとは1964年11月1日に別居し、翌1965年に正式に離婚したが、結婚中とその後の一時期の間、キーンは高度に様式化された大きな目が特徴の絵画で成功を収め、何百万ドルもの大金を稼いだ。作品の中には国連の常設展示品となったものもあり、最も成功している画家の一人と称された（詳細は#画家としての成功と失墜を参照）。離婚後、ジョーン・マーヴィンと3度目の結婚をし、1970年代前半にロンドンに住んでいた頃、2人の子供に恵まれるが、後に離婚した。
1970年にマーガレットが自分がウォルターの作品の真の作者であると暴露し、1986年の裁判及び1990年の控訴審において陪審員や判事はマーガレットの主張を認めた（詳細は#画家としての成功と失墜を参照）。
2000年12月27日、カリフォルニア州エンシニータスにて85歳で死去した。

## 画家としての成功と失墜
1957年にマンハッタンのワシントンスクエアで開催された野外アートショーにて、初めてマーガレットの絵を自分の作品として展示した。以降、高度に様式化された大きな目が特徴の絵「ビッグ・アイズ」が彼の作品の代名詞となる。1961年にはプレスコライト・マニュファクチャリング社（The Prescolite Manufacturing Corporation）が、購入した『Our Children（私たちの子ども）』を国連児童基金（ユニセフ）に寄贈し、これは国連の常設展示品となった。1965年には「今日において最も議論を呼び、最も成功している画家の一人」と称され、彼の作品とされたアートワークは多くの著名人が所有し、あるいは多くの常設展示品となっている。
1965年のLIFE誌のインタビューによれば、ウォルターは自分の作品について、大きな目の子供たちのインスピレーションは、美術学生としてヨーロッパに滞在していた時に得たものだと語っている。
また、同じインタビューにおいて「誰もエル・グレコのような目を描けなかった、同様に誰もウォルター・キーンのような目は描けないのだ」とも語っていた。
しかし、1970年、元妻マーガレットがラジオにてウォルター・キーンの作品とされるものは自分の作品であると告白した。以降、真の作者であることを巡って2人は論争を続けた。ウォルターの、彼女が自分が真の作者だと主張するのは、自分が死んだと信じているためだと示唆した発言をめぐって、マーガレットは名誉毀損で連邦裁判所に告訴した。裁判において判事は、両者に法廷で、大きな目の子供の絵を制作するように命じた。ウォルターは肩の痛みを理由に断ったのに対し、マーガレットは53分で絵を完成させた。3週間後の評決において陪審員はウォルターに400万ドルの損害賠償を命じた。連邦控訴裁判所で行われた控訴審においては、1990年に判決が下り、400万ドルの損害賠償の命令は破棄されたものの、名誉毀損の評決自体は支持された。

## 映画化
2014年にティム・バートンが監督・製作した、マーガレット・キーンの伝記映画『ビッグ・アイズ』が公開された。この中でウォルターをクリストフ・ヴァルツが演じた。また、マーガレットを演じたエイミー・アダムスは、この役でゴールデン・グローブ賞を受賞している。

## 関連文献
- “Keane Perceptions”. (1993年12月12日). View, Part E, page 6 2010年12月12日閲覧。
- Kunen, James S. (1986年6月23日). “Margaret Keane's Artful Case Proves That She—and Not Her Ex-Husband—made Waifs”. People:  Vol. 25 No. 25 2010年12月12日閲覧。
- “Artist Wins Suit”. The Pittsburgh Press. (1986年6月5日) 2010年12月9日閲覧。
- UPI (1970年10月17日). “Controversial 'eyes'”. Montreal Gazette:  p. 44 2010年12月12日閲覧。
- “Double Image”. Youngstown Vindicator. (1961年12月10日) 2010年12月12日閲覧。
- “Artist Challenges Ex-husband To Solve 'big Eye' Controversy”. Lakeland Ledger. (1984年7月11日) 2010年12月12日閲覧。
- “The lady behind those Keane-eyed kids”. Life Magazine:  Vol. 69, No. 21 - p. 56. (1970年11月20日) 2010年12月9日閲覧。
- “Playboy Prince Says He's a Loner”. The Modesto Bee. (1984年7月11日) 2010年12月12日閲覧。
- Eve M. Kahn (2014年5月15日). “Behind The Sad Eyes”. The New York Times
- Dan Levy (2001年1月4日). “Keane, Artist Associated With Big-Eyed Portraits”. SF Chronicle